# عاطفه عابدی
عاطفه عابدی (متولد اول فروردین ۱۳۶۷ اهل قائم‌شهر)  فوتسال از قهرمانان فوتبال و فوتسال ایران در می‌باشد.
فوتبال را در سال ۱۳۸۰ فوتبال را به صورت حرفه ای در قائمشهر شروع نمود و از سال ۱۳۸۴ تا سال ۱۳۸۸ به عضویت تیم ملی فوتبال جوانان و بزرگسالان درآمد. دارای تحصیلات کارشناسی ارشد مدیریت و بازاریابی در ورزش از دانشگاه آزاد اسلامی واحد قائمشهر می‌باشد.